# Dansa dels Nanos del Corpus Christi de València
La Dansa dels Nanos, és una de les danses més antigues que forma part dels actes celebratius del Corpus Christi a la ciutat de València. Aquesta dansa va néixer a la segona meitat del segle XVI. Els nanos o cabuts, igual que passa amb els Gegants, són un dels grups que han perdurat en la processó del Corpus des del seu inici fins als nostres dies.

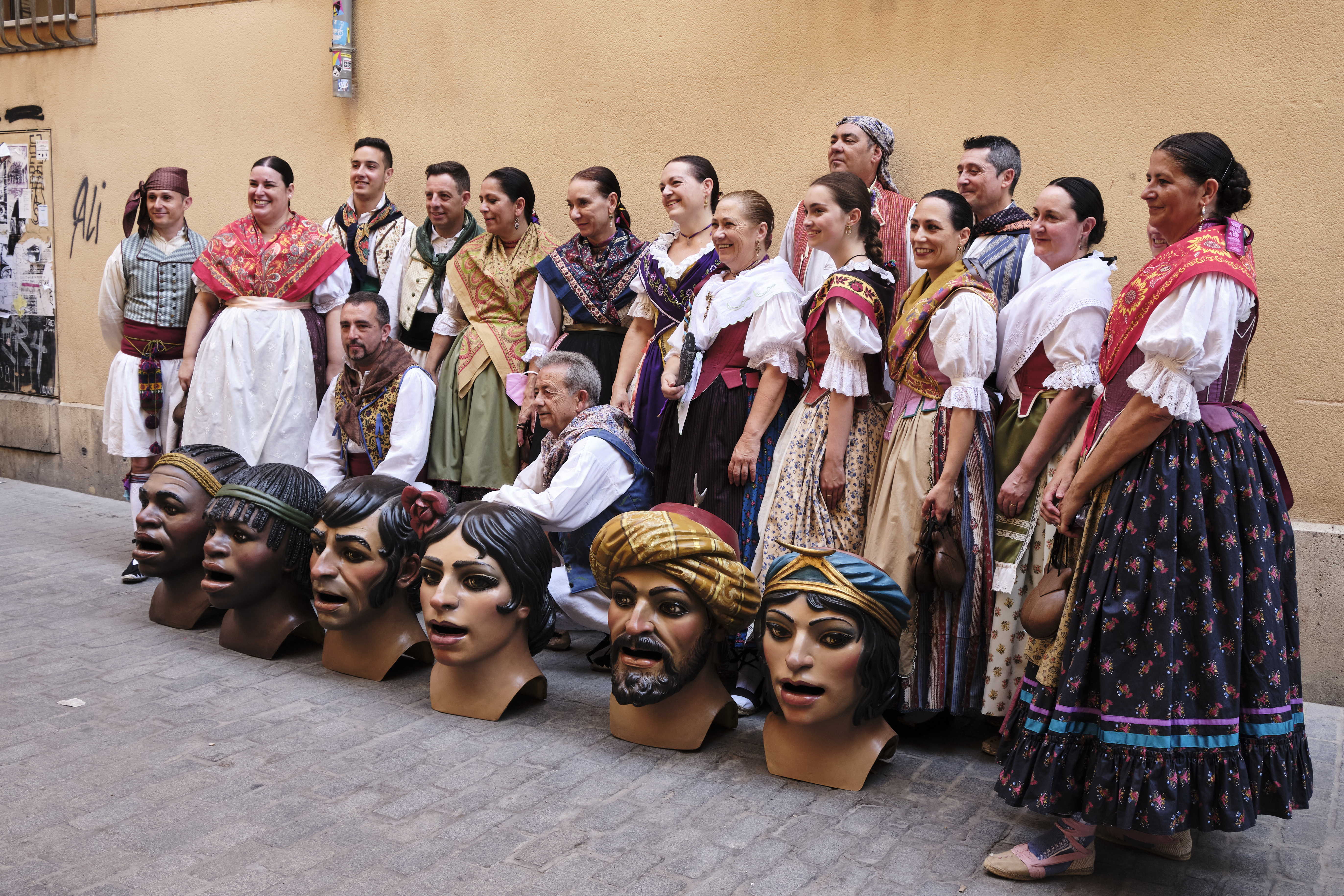
Dansaires del grup de la Dansa dels Nanos abans de començar la Cavalcada del Convit

Tot i això, el ball que fan els nanos ha canviat amb el temps, patint un procés de desvirtualització fins a convertir-se en una simple desfilada amb alguns passos desorganitzats que s'assemblen poc a l'esquema tradicional del ball.

## Història
Segons documentació existent (fulletó “El Corpus Valenciano” Relación histórico-descriptiva de la Procesión (1955) de Vicente Ferrer Olmos, València 1955 Tall. Gràfs. Mari Muntanya) tant cabuts com gegants s'incorporen a la processó al segle XVI, i entre ells figuren diferents races que intenten ser una representació de les quatre parts del món: Europa, Àsia, Amèrica i Àfrica, i que simbolitzen l'adoració universal a l'Eucaristia. La primera parella de Nanos, com les quatre parelles de Gegants, es van introduir a la Processó del Corpus de València el 1589 com també s'estava fent en altres processons castellanes, i, com passa amb els Gegants, mai va estar lligada a cap Misteri.
Però, malgrat el possible i documentat origen d'aquests personatges a Castella, i la seua incorporació a aquesta festivitat per imitació a altres festes castellanes, pel que fa a la dansa que és per ells executada, no se'n pot negar l'origen a València, originària possiblement a la segona meitat del segle xvii.
La primera parella introduïda al seguici festiu, dansava, com també ho feien les quatre parelles gegants, pel seu compte els balls de moda en la tradició popular del segle XVI: baixes, sarabandes, xacones i altres més, que assajava el mestre de ball Ferrando Sanchis, i desfilava a l'inici de la processó, tal com ha passat després en tot moment.
El 1659, en ocasió de la festa extraordinària per la canonització de Sant Tomàs de Villanueva, a la qual va concórrer la comparsa de Nanos i Gegants (denominats Jagants en aquella època) del Corpus, s'incorpora una segona parella. I és el 1666 quan es va completar el seu nombre actual, de tres parelles, en introduir la tercera i última.
El ball o dansa dels Nanos, era interpretada per homes adults, fins i tot els cabuts que simbolitzaven dones eren interpretats per homes, com passava a la dansa de la Moma, i igual que aquesta, el ball dels Nanos era interpretat als carrers on vivia gent prominent de la ciutat, que pagaven amb gust aquestes representacions, per això l'expressió “Li agrada que li ballin els nanos”, per referir-se a la gent que li agrada ser adulada.

## Descripció de la dansa
Els Nanos formaven tres parelles, que estaven caracteritzats com a turcs, moros i negres, representació d'Àsia, Àfrica i Amèrica, la seva vestimenta es complementa amb unes enormes castanyoles que toquen al compàs de la música del tabal i la dolçaina. L'acompanyament musical era amb melodies en dues parts diferenciades, la primera, binària, tranquil·la i cerimoniosa; per la seva banda la segona, ternària, presenta un moviment més animat, que és conegut com el “Fandanguet”, que segons opinió del Pare Baixauli, coincideix amb el final de la “Xàquera Vella”. A més, la melodia inicial s'utilitza per fer un trenat que dona lloc a diverses figures.
- Assaig a la porta de la Casa de les Roques

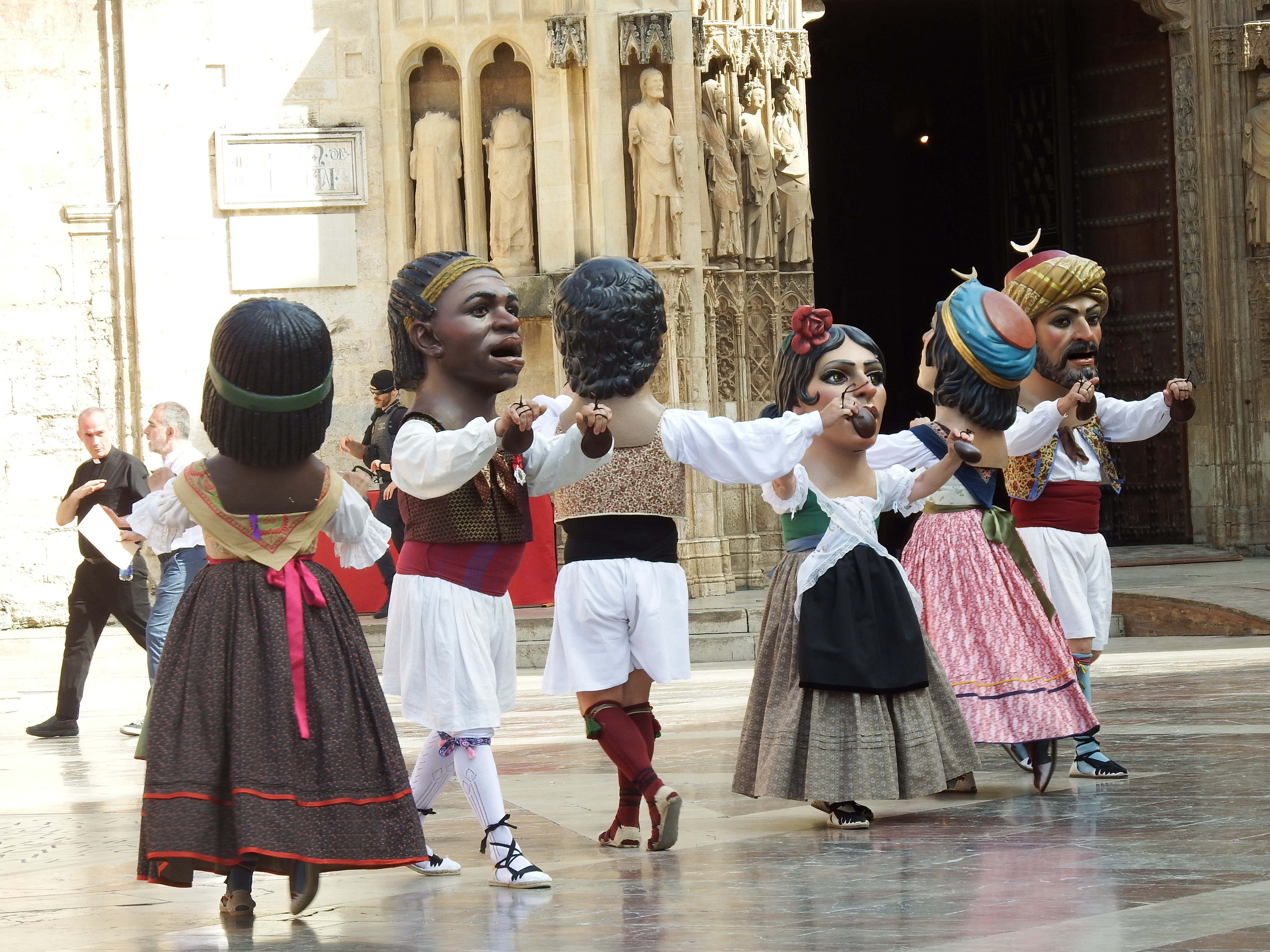
Ballant el dia de Corpus abans de la processó a la plaça de la Mare de Déu
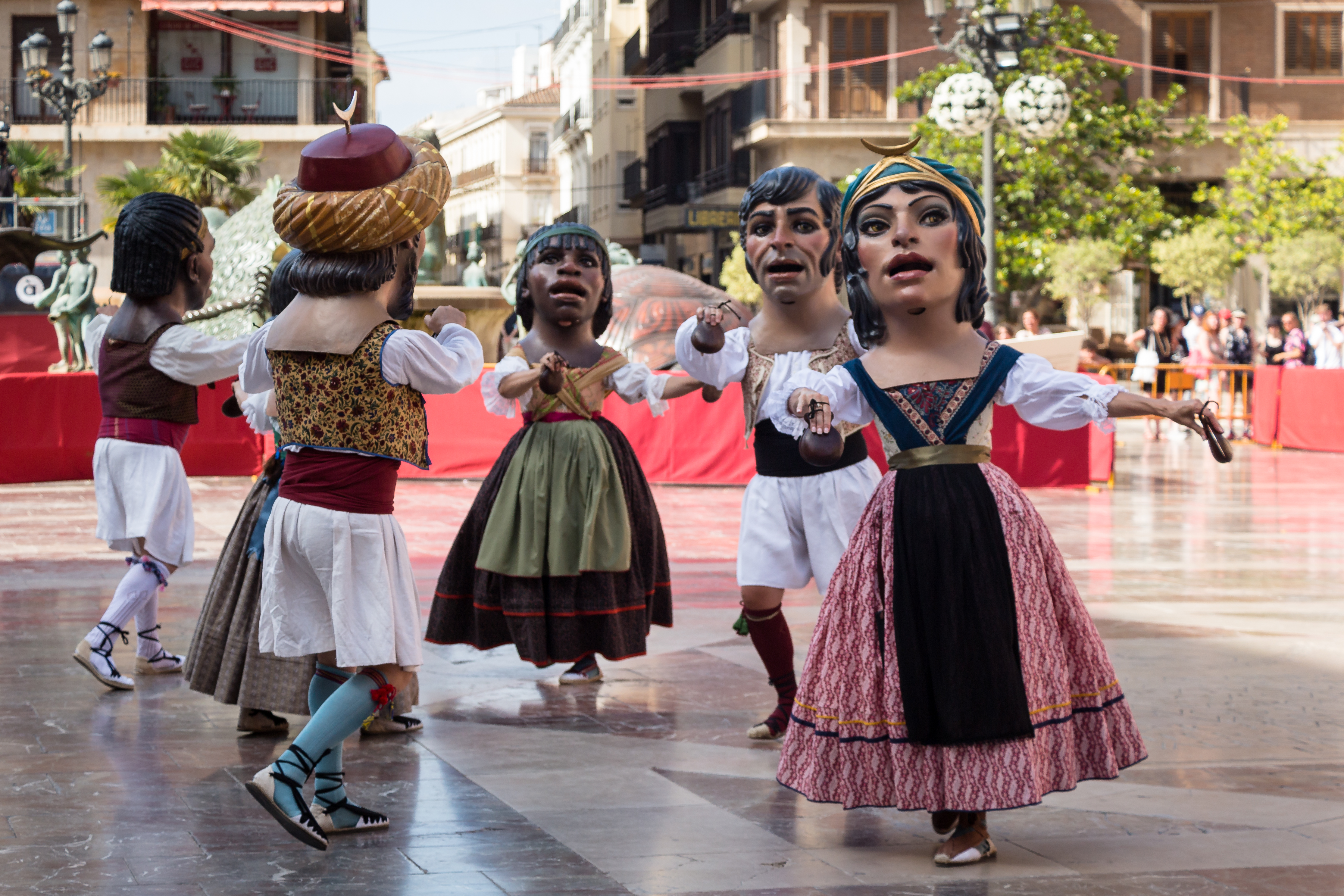
Dansa dels Nanos a la plaça de la Mare de Déu
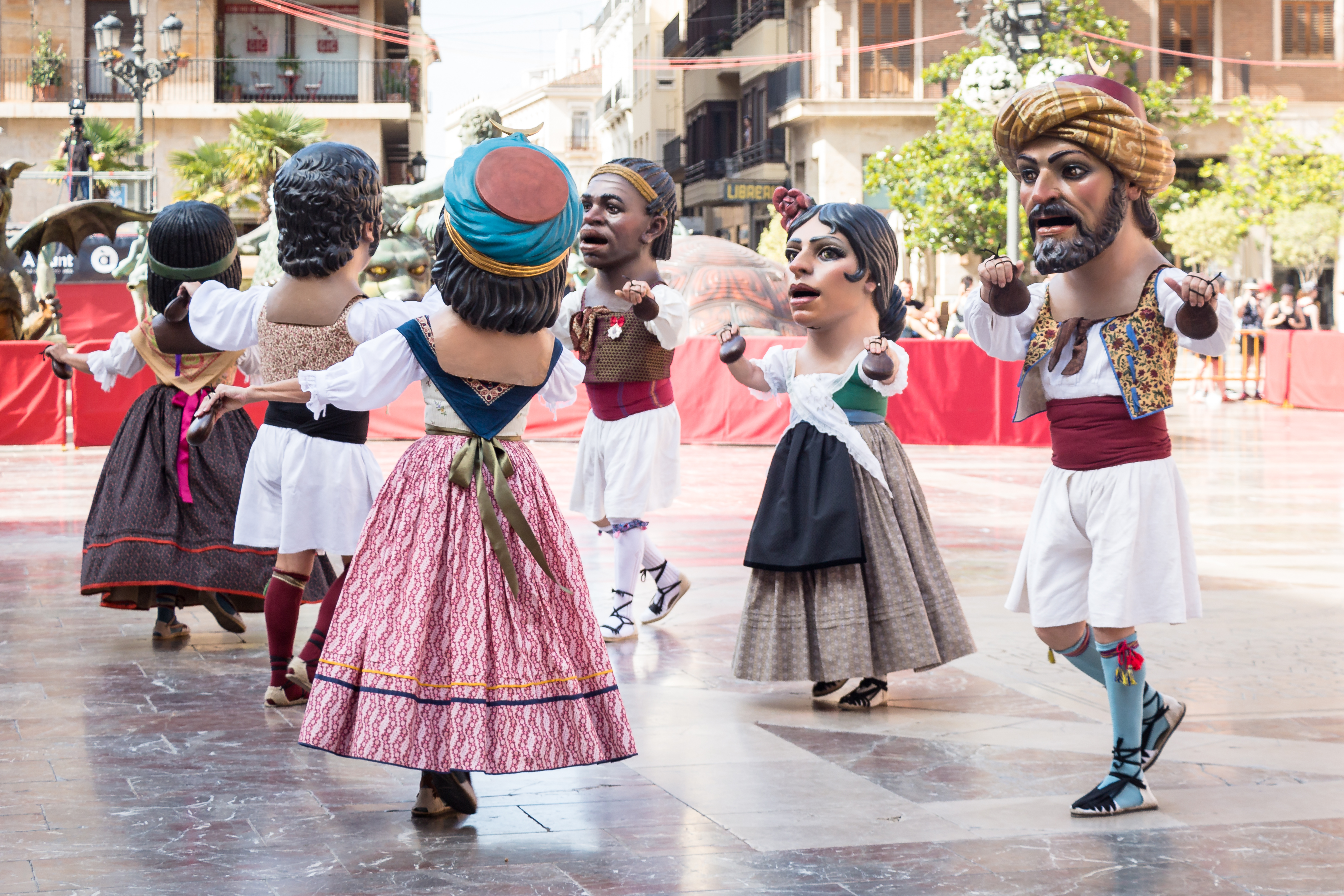
La Dansa dels Nanos abans de la Processó del Corpus
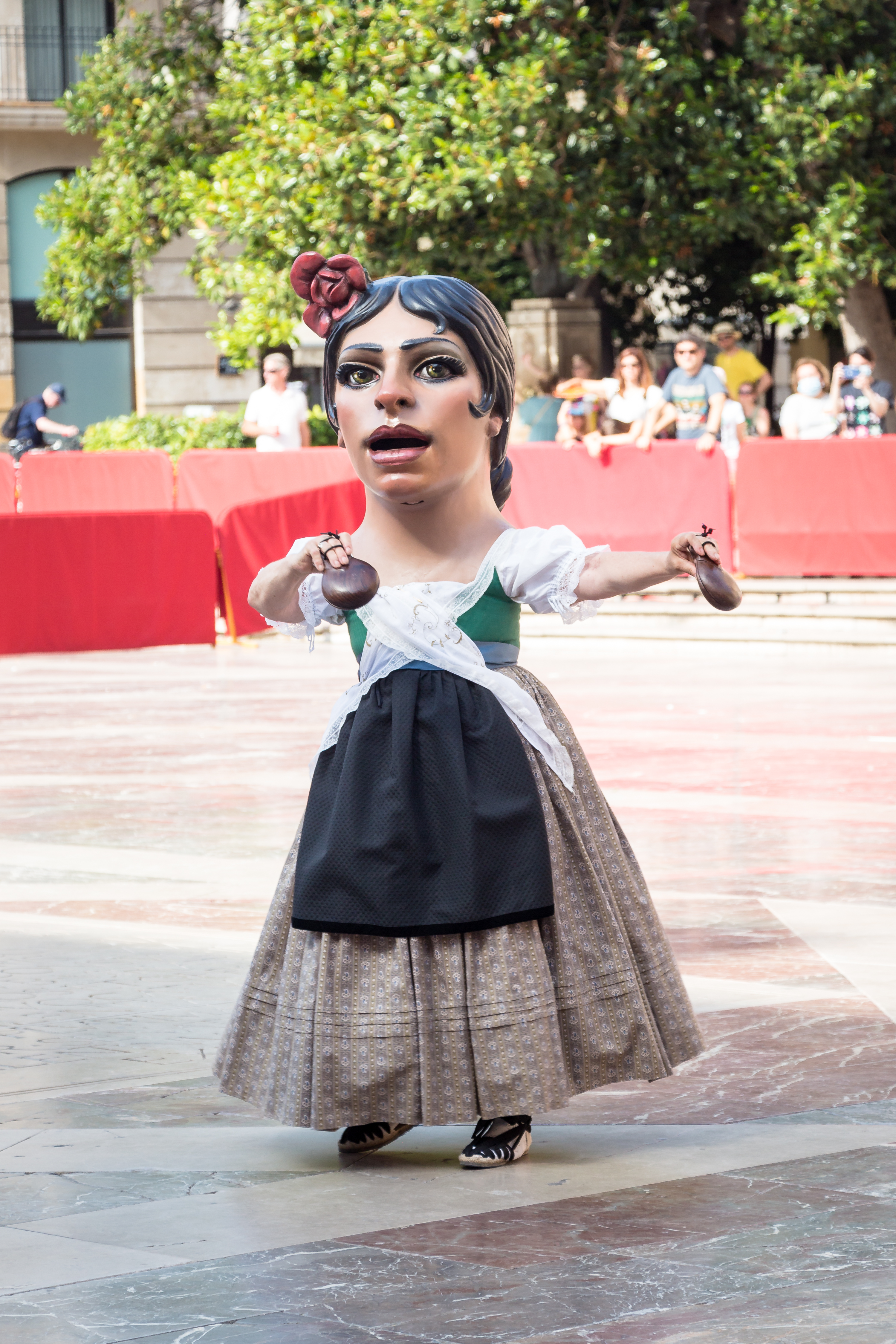
Dansaire dona
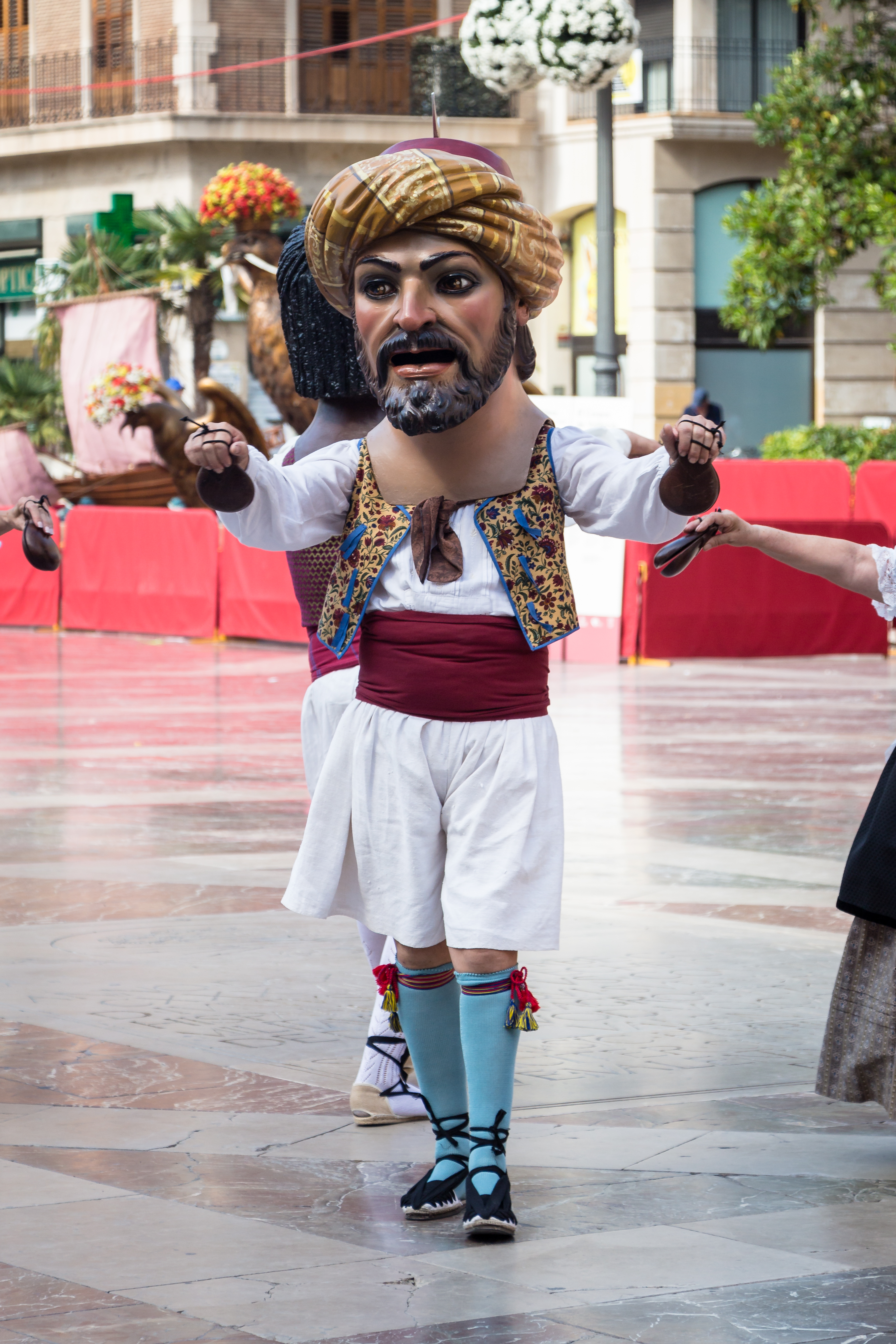
Dansaire home

Aquesta dansa, desvirtualitzada, es va intentar restaurar al seu esquema a partir del 1977, gràcies a l'esforç, entre d'altres, de Manuel Jesús-María Baselga, que va restaurar l'esquema original de la dansa. També cal tenir en compte la important participació de Fermín Pardo Pardo en aquest procés de restauració de les danses del Corpus de València. Aquell any els dansaires van ser tres homes i tres dones, Concha Ortega, Loles Giner i Pilar Dauder; les figures masculines les van interpretar: Sebastià Crespo, José Ángel Jesús-María i Manel Jesús-María.
Durant tota la dansa s'utilitza un sol pas, que s'adapta a les dues formes de la melodia, tant binària com ternària, coincidint amb el pas que sol ser més emprat a la tornada de la jota.